# Papillon (Editors)
"Papillon" is een single van de Britse indie rockband Editors. Het is de eerste single van het album In This Light and on This Evening uit 2009. Op 12 oktober 2009 werd het nummer  uitgebracht.

## Achtergrond
De single werd een hit in een aantal landen. In Editors' thuisland het Verenigd Koninkrijk werd de 23e positie behaald in de UK Singles Chart. In Duitsland werd de 43e positie bereikt, Oostenrijk de 44e en in Zwitserland de 16e.
In Nederland was de single in week 42 van 2009 de 838e Megahit op NPO 3FM en werd een grote hit. De single bereikte de 6e positie in de publieke hitlijst, de Mega Top 50. In de Single Top 100 werd de 16e positie bereikt en in de Nederlandse Top 40 op Radio 538 de 23e positie.
In België bereikte de single de nummer 1-positie in de Vlaamse Ultratop 50, de 2e positie in de Vlaamse Radio 2 Top 30 en de 6e positie in Wallonië.
De titel verwijst naar de Franse schrijver Henri Charrière, die de bijnaam papillon (vlinder) had, en die van het gevangenenkamp Duivelseiland ontsnapte, zoals beschreven in het boek Papillon. Het nummer kan gezien worden als een eerbetoon aan deze schrijver of in ruimere zin de drang om jezelf te bevrijden.
Sinds de editie van december 2014 staat de single genoteerd in de jaarlijkse NPO Radio 2 Top 2000 van de Nederlandse publieke radiozender NPO Radio 2, met als hoogste notering een 194e positie in 2017.

## Videoclip
De videoclip werd geregisseerd door Andrew Douglas. Hierin is te zien hoe een man 's nachts door de verlaten straten van Los Angeles rent, o.a. door de 2nd Street Tunnel. Hij wordt vergezeld door steeds meer renners. Uiteindelijk splitst de groep zich weer op en rent hij weer alleen, totdat hij stopt.

## NPO Radio 2 Top 2000
| Nummer met noteringen in de NPO Radio 2 Top 2000 | '14 | '15 | '16 | '17 | '18 | '19 | '20 | '21 | '22 | '23 | '24 |
| ------------------------------------------------ | --- | --- | --- | --- | --- | --- | --- | --- | --- | --- | --- |
| Papillon                                         | 352 | 238 | 243 | 194 | 214 | 206 | 228 | 252 | 248 | 248 | 298 |

1. ↑  Een vetgedrukt getal geeft de hoogste notering aan.
2. ↑  2014 was het eerste jaar met een notering voor dit nummer.